# 中華路 (路竹區)
中華路（Zhonghua Rd.）為高雄市路竹區的東西向道路，起端為路竹區中山路，末端銜接順安路，編號市道高18線，是路竹市區往來路竹科學園區的重要道路。

## 行經行政區域
- 路竹區

## 沿線設施
（由東至西）
- 路竹天主教聖若瑟天主堂
- 高雄市私立寶仁幼兒園
- 7-ELEVEN華中門市
- 高雄市私立孟莊幼稚園
- 路竹五福宮
- 高雄市立路竹高級中學
  - 高雄市立路竹高級中學附設國民中學
- 路竹公園[3]
- 南科路竹（高雄科學園區）宿舍

## 公共自行車
- 高雄市公共自行車租賃系統：
  - 路竹高中：中華路337號對面人行道
  - 路科宿舍：後鄉路37號(7-11前停車場)

## 相關連結
- 高雄市主要道路列表